# Rudolf Nietzki
Rudolf Hugo Nietzki (Heilsberg, Prússia Oriental, atualmente Lidzbark Warmiński, Polônia, 9 de março de 1847 – Neckargemünd, 28 de setembro de 1917) foi um químico alemão.

## Biografia

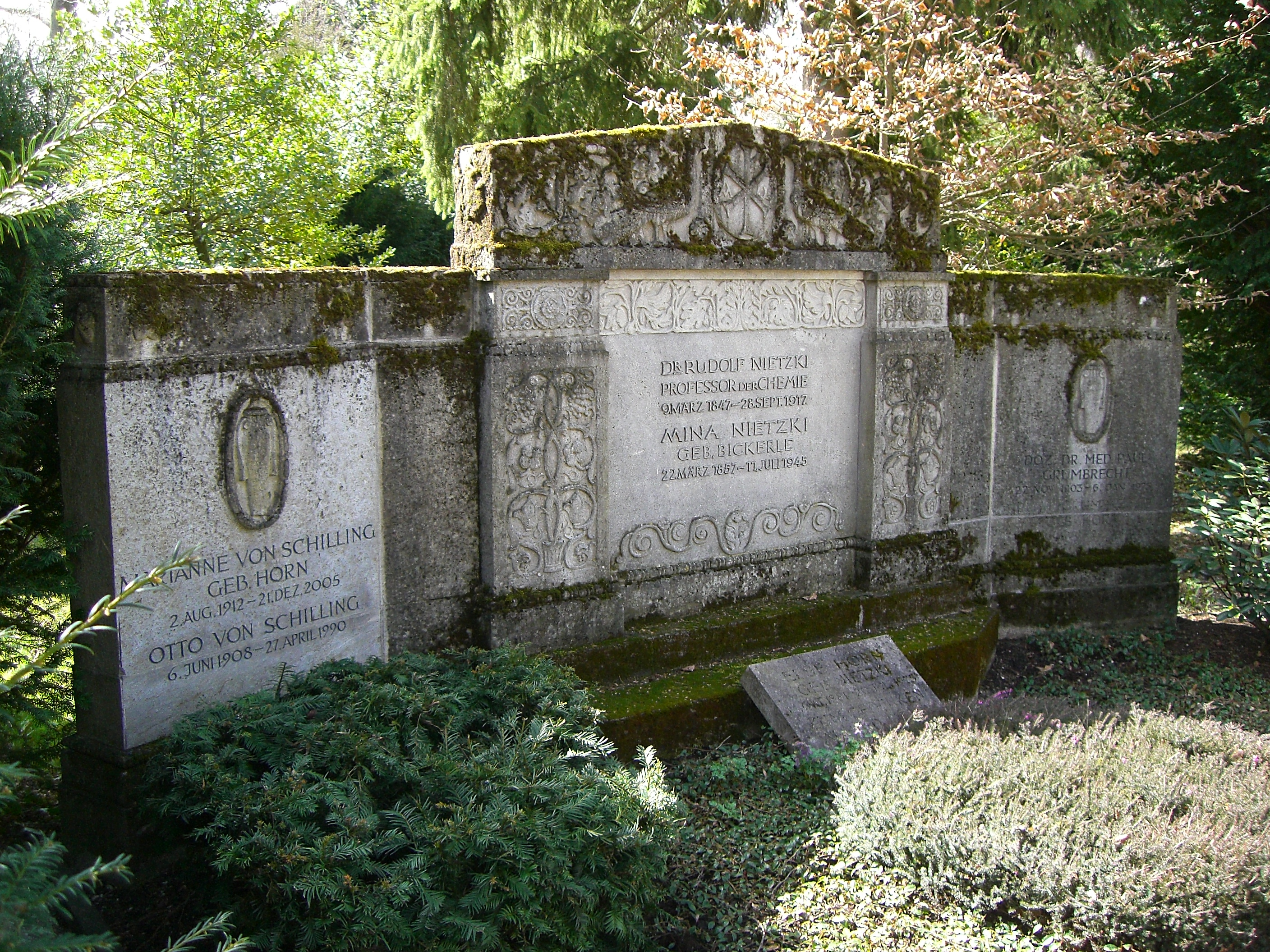
Sepultura do Prof. Dr. Nietzki no Hauptfriedhof Freiburg im Breisgau

Conheceu o mais tarde descobridor da quimioterapia e laureado com o Nobel Paul Ehrlich. De 1871 a 1874 trabalhou como assistente privado de August Wilhelm von Hofmann em berlim e obteve em 14 de março de 1874 em  Göttingen um doutorado. Em 1884 obteve a habilitação com Jules Piccard na Universidade de Basileia, onde foi em 1887 professor extraordinário e em 1895 professor ordinário de química. Por motivos de saúde aposentou-se em 1911 e fixou residência em Freiburg im Breisgau.

## Obras
- "Ueber Hexaoxybenzolderivate und ihre Beziehungen zur Krokonsäure und Rhodizonsäure", von R. Nietzki und Th. Benckiser, Berichte der deutschen chemischen Gesellschaft, Volume 18, 1885, p. 499–515
- Chemie der Organischen Farbstoffe, 1888, Verlag von Julius Springer, Berlin, (5. edição 1906)
  - 3. Ed. - Berlim: Springer, 1897. Digitalização da Universitäts- und Landesbibliothek Düsseldorf
- Chemistry of the Organic Dyestuffs, by Rudolf Nietzki (Autor), traduzido por A. Collin e W. Richardson, (Nova edição como livro de bolso, Editora BiblioBazaar, 2008, ISBN 978-1110018376)